# 丸山真
丸山 真（まるやま まこと、1975年 - ）は、日本出身のパフォーマンスアーティスト、詩人である。

## 略歴
1975年福岡県生まれ。長野県長野市で育つ。1995年、長野県長野高等学校卒業。高校在学時から詩を書き始め、友人たちと小部数のコピー誌を創刊、1998年頃まで続く。友人の挿絵の入った手作りの個人詩集も作成。
2000年、愛知大学文学部文学フランス文学専修卒業。1999年に語学留学のため渡仏。アヴィニョンに二週間滞在。大学卒業後の一年間、大阪のIMI(インターメディウム研究所「大学院」講座)で椿昇、野々村文宏、椹木野衣等の講義を受ける。同時に京都の今貂子舞踏ワークショップに通う。彼女の公演にエキストラとして出演。
IMIの修了後、実家のある長野県に戻る。2003年から2007年にかけて、長野在住のパフォーマンス・アーティスト、霜田誠二の主催するNIPAF(日本国際パフォーマンス・アート・フェスティバル)に参加。ボランティアとして実務的な事や広報を手伝う一方、自身もパフォーマンス作品を発表。長野、東京、名古屋、京都、長野県松本市、群馬県前橋市や埼玉県熊谷市、同じく行田市で行なっている。NIPAFは海外ツアーも行なっており、台湾、イギリス、北アイルランド、ベトナム、ミャンマー、シンガポール、マレーシア、フィリピン、インドネシア、チリ、アルゼンチン、ウルグアイ、中国のツアー公演に参加した。
2004年、京都
2007年、インドネシア、ジョグジャカルタ
2006年、第1回長野ビデオ・アート・フェスティバル(NIVAF)代表。2007年にNIPAFを卒業した事により、一旦パフォーマンスを止める。自分の原点に返るため、詩作を再開する。
2008年8月、2009年8月、公募展「第一回Blue Sky Project 2008」、「第二回Blue Sky Project 2009」に出品(新潟県高田市)。2008年12月、レジデンス・プログラム「X-change 2008」(ロンボク島スンバルン村、インドネシア)。2010年6月、ソロ・パフォーマンス・ツアー; 国際パフォーマンス・アート・フェスティバル「Friction」(ウプサラ、スウェーデン、SU-EN企画)、「Last Minute Performance」(クラクフ、ポーランド、Arti Graboski企画)、「ArtEvict」(ロンドン、イギリス、キリカ・タイラ企画)。2011年11月、「TAMA'11」(バタンガス、フィリピン)。2012年４月、「FLOW」プロジェクト(ソウル、韓国)。2012年6月、2013年6月、「シュタグリーネッツ2012」、「シュタグリーネッツ2013」(シュタグリーネッツ、クロアチア)。2015年「まちなかパフォーマンスアート公演」(「パフォーマンスアート・プロジェクト 2015 in まつもと」、長野県松本市)。
2010年、クラクフ、ポーランド
2010年、ロンドン、イギリス
2020年4月ごろ、COVID-19 の第一波と共に、再び詩を書き始める。YouTubeで朗読の動画も発信している。
2021年に「《無-文明》の批評」を、アーティストの彦坂尚嘉と共に創刊。批評というものを、単なる言語活動の枠内に収めず、人類の文明史という大きなスパンで捉えている。
2021年4月、「《無-文明》の批評」解体。